# Ben Ferguson
Ben Ferguson (ur. 21 stycznia 1995 w Boise) – amerykański snowboardzista specjalizujący się w halfpipe'ie. W 2012 roku wywalczył złoty medal w halfpipe’ie i srebrny w slopestyle'u podczas igrzysk olimpijskich młodzieży w Innsbrucku. W Pucharze Świata zadebiutował 11 stycznia 2013 roku w Copper Mountain, zajmując 84. miejsce w slopestyle'u. Na podium zawodów tego cyklu po raz pierwszy stanął 21 grudnia 2013 roku w tej samej miejscowości, kończąc rywalizację w half-pipe'ie na trzeciej pozycji. W zawodach tych wyprzedzili go jedynie dwaj rodacy: Taylor Gold i Greg Bretz. Najlepsze wyniki osiągnął w sezonie 2017/2018, kiedy to zajął 16. miejsce w klasyfikacji generalnej AFU, a w klasyfikacji halfpipe’a był szósty. W 2018 roku wystartował na igrzyskach olimpijskich w Pjongczangu, gdzie w swej koronnej konkurencji był czwarty. Walkę o podium przegrał tam ze Scottym Jamesem z Australii.

## Osiągnięcia

### Igrzyska olimpijskie
| Miejsce | Dzień     | Rok  | Miejscowość | Konkurencja | Zwycięzca   |
| ------- | --------- | ---- | ----------- | ----------- | ----------- |
| 4.      | 14 lutego | 2018 | Pjongczang  | Halfpipe    | Shaun White |

### Puchar Świata

#### Miejsca w klasyfikacji generalnej
- - AFU[2]
- sezon 2012/2013: 54.
- sezon 2013/2014: 18.
- sezon 2014/2015: 30.
- sezon 2015/2016: 129.
- sezon 2016/2017: 38.
- sezon 2017/2018: 16.

#### Miejsca na podium
1. Copper Mountain – 21 grudnia 2013 (halfpipe) - 3. miejsce
2. Copper Mountain – 6 grudnia 2014 (halfpipe) - 3. miejsce
3. Copper Mountain – 9 grudnia 2017 (halfpipe) - 2. miejsce